# Viasat Explore
Viasat Explore je digitální televizní kanál spuštěný v roce 2002 provozovaný společností Viasat Broadcasting, která je součástí mezinárodní zábavní skupiny Modern Times Group (MTG). Vysílá dokumenty o zvířatech, extrémních sportech, cestování a technologiích. V České republice jej přes satelit poskytují společnosti UPC Direct, Digi-TV nebo Skylink a v pevných sítích například IPTV od O2TV a další.
Od 16. dubna 2014 kanál změnil grafiku a loga a přejmenoval se z Viasat Explorer na Viasat Explore.
Od 1. ledna 2019 kanál vysílá 24 hodin denně z důvodu ukončení vysílání erotického programu Spice.